# 3532 Tracie
A 3532 Tracie (ideiglenes jelöléssel 1983 AS2) a Naprendszer kisbolygóövében található aszteroida. Herkenhoff fedezte fel 1983. január 10-én.